# Poisson yin et yang
Pour les articles homonymes, voir Yin yang (homonymie).
Le poisson yin et yang (陰陽魚) est un plat chinois qui se compose d'un poisson frit entier qui reste en vie après la cuisson. Le plat est populaire en Chine[réf. nécessaire].
De récentes polémiques sont apparues sur cette pratique, la considérant comme de la cruauté envers les animaux. Le plat est ainsi interdit à Taïwan où il est considéré comme une spécialité du Sichuan  et illégal en Australie et en Allemagne[réf. souhaitée]. Certains chefs indiquent cependant que ce plat est un bon moyen de montrer la fraîcheur du produit.